# Зои Вос
Зои Вос (на английски: Zoe Voss) е артистичен псевдоним на американската порнографска актриса Мелиса Кимбро (Melissa Kimbro), родена на 4 януари 1990 г. в град Минеаполис, щата Минесота, САЩ.

## Награди и номинации
Номинации за индивидуални награди
- 2010: Номинация за CAVR награда за звездица на годината.[3]
- 2011: Номинация за XRCO награда за нова звезда.[4][5]
- 2012: Номинация за AVN награда за най-добра нова звезда.[6]